# Campodea maya
Campodea maya är en urinsektsart som beskrevs av Filippo Silvestri 1933. Campodea maya ingår i släktet Campodea och familjen Campodeidae. Inga underarter finns listade.